# Athina Onasis
Athina Onassis, ngr. Αθηνά Ωνάση, właśc. Athina Hélène Roussel, ngr. Αθηνά Ρουσσέλ (ur. 29 stycznia 1985 w Neuilly-sur-Seine) – francuska miliarderka pochodzenia greckiego, wnuczka Aristotelisa Onasisa i jedyna żyjąca dziedziczka jego fortuny, a także reprezentująca Grecję zawodniczka jeździectwa sportowego.

## Biografia
Córka Christiny Onasis i Thierriego Roussela. W wieku 3 lat, po śmierci matki, okrzyknięta mianem "najbogatszego dziecka świata". Wychowywana była od tego momentu przez ojca i jego drugą żonę, w towarzystwie ich trojga dzieci.
W 2005 r. poślubiła brazylijskiego medalistę olimpijskiego w skokach przez przeszkody Álvaro de Mirandę Neto i przyjęła nazwisko Athina Onasis de Miranda. Małżeństwo rozpadło się w 2016 r., czemu towarzyszyły batalie sądowe o majątek i wspólne konie.
Athina Onasis jest jedyną spadkobierczynią swojej matki, która z kolei odziedziczyła 55% majątku swojego ojca Arystotelesa Onasisa. W wieku zaledwie 7 lat znalazła się na liście miliarderów New York Timesa. Choć często jest tak nadal kwalifikowana prawdziwa wartość jej majątku pozostaje nieznana.

## Kariera sportowa
Onasis uprawia profesjonalnie skoki konne przez przeszkody, reprezentując Grecję. Brała między innymi udział w mistrzostwach Europy, mistrzostwach świata oraz Global Champions League na Wildzie.